# Паметник на Николай Ватутин (Киев)
Паметник на Николай Ватутин – сега разрушен паметник в Киев, над гроба на съветския военачалник, Герой на Съветския съюз, армейски генерал Николай Фьодорович Ватутин. Ватутин е етнически руснак и става най-високопоставеният съветски военен, убит в сраженията с Украинската въстаническа армия.
Монтиран е на 25 януари 1948 г. на входа на Мариинския парк откъм улица „Грушевски“ в Печьорския район на Киев, недалеч от сградата на Върховната Рада на Украйна.
Автори: скулптор Евгений Вучетич, архитект Я. Б. Белополски.
Размери на паметника: височина на скулптурата – 3,65 м, постамент и цокъл – 4,5 м, площ на мозаечното пано – 35 м².
Фигурата на Н. Ватутин в цял ръст в шинел е издълбана от блок от сив гранит и е монтирана на правоъгълен постамент. Пиедесталът и основата, оформени като пресечена пирамида, са направени от блокове от черен лабрадорит.
Бронзови лаврови гирлянди ограждат периметъра на пиедестала. В краищата са изсечени два релефа, възпроизвеждащи епизоди от преминаването на Днепър и срещата на украинския народ с неговите освободители (скулптор П. Улянов). На лицевата страна има надпис, издълбан с бронзови букви на украински: „На Героя на Съветския съюз генерал Ватутин от украинския народ“.
Гробът е ограден с нисък гранитен бордюр и покрит със симетрично разположени цветни мозаечни композиции, символизиращи воинска доблест, безсмъртие на подвига – знамена, факли, орденски ленти, обединени от фриз от лаврови и дъбови листа, както и ордени (художник С. Кириченко). В центъра на мозаечното пано има гранитна плоча с посвещение на украински: „Верният син на болшевишката партия, талантлив командир на Червената армия, командващ Първи украински фронт, армейски генерал Н. Ф. Ватутин 1901-1944 г.“
Още през 2014 година Николай Ватутин е включен в списъка на хора, свързаната с които символика трябва да бъде премахната в хода на декомунизацията, но паметникът в Киев е запазен, тъй като има статут на паметник с национално значение. През следващите години това предизвиква поредица от протестни акции и петиции за отстраняването на паметника. Едва на 8 февруари 2023 година Министерството на културата премахва статута му на паметник от национално значение. На 9 февруари 2023 г. статуята е демонтирана, а на следващия ден пиедесталът с барелефите.